# Akron, New York
Akron är en by (village) i Erie County i den amerikanska delstaten New York. Akron hade 2 888 invånare enligt 2020 års folkräkning.

## Kända personer från Akron
- Marlow Cook, politiker
- Clark L. Hull, psykolog
- Bill Paxon, politiker